# Дзеннік Кійовські
«Дзеннік Кійовські» (пол. «Dziennik Kijowski») — суспільна, економічна і літературна газета польською мовою, що видається в Києві. 

## 1906-1920
Газета почала видаватися у 1906 році з ініціативи Володимира Мечиславовича  Ґрохольського. 
«Dziennik  Kijowski» друкувався до 1920 року.
Випуск становив у середньому близько 5000 примірників і був призначений головним чином для поляків, що жили у Києві. Газету також передплачували в Москві, Санкт-Петербурзі та Варшаві.

## З 1992
Засновники:
- Державний комітет України у справах національностей та релігій
- Редакція газети «Голос України»
- Спілка поляків в Україні
- Редакція газети «Дзеннік Кійовські»

Головний редактор: Станіслав Пантелюк.
Газета виходить 2 рази на місяць. Передплатний індекс 30678. Тираж 3500.